# Léon Halkin
Léon-Ernest Halkin (Luik, 11 mei 1906 - 29 december 1998) was een Belgisch historicus, hoogleraar, weerstander tijdens de Tweede Wereldoorlog en Waals militant.

## Levensloop
Halkin promoveerde tot doctor in wijsbegeerte en letteren (geschiedenis) aan de Rijksuniversiteit Luik. Hij was ook oud-student aan de École normale supérieure in Parijs. Hij werd hoogleraar aan de Luikse universiteit en werd belast met een nieuwe cursus, gewijd aan de geschiedenis van het prinsbisdom Luik.
Hij werd eredoctor van:
- de universiteit van Straatsburg (1972)
- de universiteit van Montpellier (1974)
- de universitaire faculteit van protestantse theologie in Brussel (1984).

Hij was ook laureaat van de Prix Montaigne (1977).
Zijn meest bekende werk is de Initiation à la critique historique, gepubliceerd in Luik, Tongeren en Parijs, en gedurende decennia het voornaamste referentiewerk betreffende de historische kritiek.
Pas terug in Luik na de oorlog, nam hij in 1945 deel aan het Congrès national wallon. Hij werd ook lid van Rénovation wallonne. 
Gedurende de volgende jaren was hij, als overtuigd christen, actief pleitbezorger in talrijke aangelegenheden: tegen het Francoregime in Spanje, tegen de oorlog in Vietnam, voor een verenigd en humanistisch Europa, voor een goede stedenbouw, voor gerechtigheid in de derde wereld. Hij werd een van de eerste bestuursleden van Pax Christi in België.

## Academische functies
Halkin werd
- lid van de Koninklijke Commissie voor geschiedenis (1956);
- medestichter en voorzitter van de Comité belge d'histoire ecclésiastique;
- co-directeur van Centre interuniversitaire d'histoire de l'humanisme (1965-1970);
- stichter van het Institut de l'histoire de la Renaissance et de la Réformation in Luik (1969);
- directeur van het Belgisch instituut voor geschiedenis in Rome (1972-1986).

## Verzet
In september 1940 trad Halkin toe tot het Verzet en stichtte een groep onder de naam Ici la Belgique libre. Hij werd lid van het Onafhankelijkheidsfront en leidde ook het netwerk Socrates. Als gevolg van een verklikking werd hij door de Gestapo gearresteerd in november 1943. Hij werd gedurende vier maanden vastgehouden en gemarteld in het Fort van Breendonk. Hij werd vervolgens naar het concentratiekamp Gross-Rosen gestuurd, op zestig kilometer van Wroclaw (Breslau). Dit kamp was een groot complex met 97 afdelingen, in dienst van de Duitse industrie (Krupp, I.G. Farben en Daimler Benz). In februari 1945 werd hij naar het verdelgingskamp Dora-Nordhausen gezonden, waar hij aan de dood ontsnapte. Hij wijdde een boek aan deze dramatische episode in zijn leven, dat onder de titel A l'ombre de la mort herhaaldelijk werd heruitgegeven.

## Privé
- Op 9 april 1931 trouwde hij met Denise Daude (1907–1993), met wie hij zes kinderen kreeg.
- Weduwnaar geworden, hertrouwde hij met Louise-Angèle Williot, een oud-studente die van 1948 tot 1975 zijn secretaresse was.

## Publicaties
- Réforme protestante et réforme catholique au diocèse de Liège. Le cardinal de la Marck, prince-évêque de Liège (1505-1538), Luik, H. Vaillant-Carmanne, 1930, Prix Thérouanne van de Académie française in 1931
- Les conflits de juridiction entre Érard de la Marck et le Chapitre cathédral de Chartres, Luik, Faculté de philosophie et lettres, 1933
- Introduction à l'histoire paroissiale de l'ancien diocèse de Liège, Brussel, L'Édition universelle, 1935
- À l'ombre de la mort, voorwoord door François Mauriac, Doornik - Parijs, Casterman, 1947, Parijs, Éditions Duculot, 1985
- La Supplication d'action de grâces chez les Romains, Parijs, Les Belles Lettres, 1953
- La Réforme en Belgique sous Charles-Quint, Brussel, La Renaissance du livre, 1957
- Eléments de critique historique, Luik, Dessain, 1960
- Les archives des nonciatures, Brussel, Institut historique belge de Rome, 1968
- Érasme et l'humanisme chrétien, Parijs, éd. Universitaires, 1969
- Les colloques d'Érasme, choisis, traduits et présentés par Léon Halkin, Brussel, Presses académiques européennes, 1971
- Érasme: sa pensée et son comportement, Londen, Variorum Reprints, 1988
- Érasme parmi nous, Parijs, Fayard, 1988